# Odwiedziny o zmierzchu
Odwiedziny o zmierzchu – polski film krótkometrażowy z 1966 roku, w reżyserii Jana Rybkowskiego.

## Opis fabuły
Bohaterami tej opowieści są dama, jej starszy kochanek − arystokrata, służąca i tajemniczy mężczyzna w czarnym stroju. Kobieta zaczyna nudzić się monotonnym życiem ze swoim kochankiem. Jej życie ulega natychmiastowej i radykalnej zmianie, gdy do domu przybywa tajemniczy mężczyzna pogrążony w żałobie. Załamany po śmierci żony, nieobecny duchem, wszedł nie w te drzwi, co trzeba. Pani domu postanawia go pocieszyć i wyrwać z depresji.

## Obsada aktorska
- Kalina Jędrusik − dama,
- Gustaw Holoubek − sąsiad damy,
- Władysław Krasnowiecki − hrabia, kochanek damy,
- Maria Omielska − służąca damy.